# Wint Smith

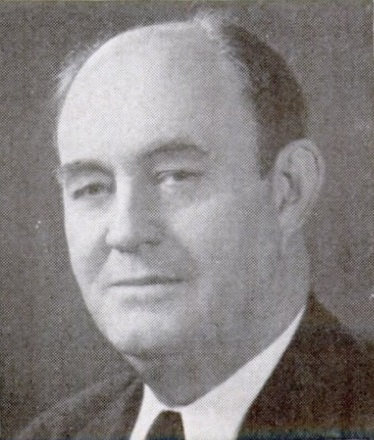
Wint Smith (1953)

Wint Smith (* 7. Oktober 1892 in Mankato, Jewell County, Kansas; † 27. April 1976 in Wichita, Kansas) war ein US-amerikanischer Politiker. Zwischen 1947 und 1961 vertrat er den sechsten Wahlbezirk des Bundesstaates Kansas im US-Repräsentantenhaus.

## Werdegang
Wint Smith besuchte die öffentlichen Schulen seiner Heimat einschließlich der Mankato High School. Während des Ersten Weltkrieges war er von 1917 bis 1919 als Offizier bei der Infanterie der US-Armee in Europa eingesetzt. Nach seiner Rückkehr studierte Smith bis 1920 an der University of Kansas in Lawrence. Nach einem Jurastudium an der juristischen Fakultät der Yale University und seiner im Jahr 1923 erfolgten Zulassung als Rechtsanwalt begann er in Kansas City (Kansas) in seinem neuen Beruf zu arbeiten. Im Jahr 1934 erreichte er die Zulassung an allen Bundesgerichtshöfen. Zwischen 1931 und 1940 war er stellvertretender Attorney General des Staates Kansas. Gleichzeitig war er von 1932 bis 1940 juristischer Vertreter des Autobahnausschusses dieses Staates. Während des Zweiten Weltkrieges wurde Smith wieder als Offizier der US-Armee eingesetzt. Zwischen 1941 und 1945 stieg er vom Oberstleutnant zum Brigadegeneral auf. Nach dem Krieg arbeitete er wieder als Anwalt.
Smith war Mitglied der Republikanischen Partei. Bei den Kongresswahlen des Jahres 1946 wurde er als deren Kandidat im sechsten Distrikt von Kansas in das US-Repräsentantenhaus in Washington, D.C. gewählt, wo er am 3. Januar 1947 die Nachfolge von Frank Carlson antrat. Nach sechs Wiederwahlen konnte er bis zum 3. Januar 1961 insgesamt sieben Legislaturperioden im Kongress absolvieren. In diese Zeit fielen der Koreakrieg und der Beginn der Bürgerrechtsbewegung. Im Jahr 1951 wurde der 22. Verfassungszusatz verabschiedet, der die Amtszeit des Präsidenten beschränkte.
Im Jahr 1960 verzichtete Smith auf eine erneute Kandidatur. Er kehrte nach Mankato zurück, wo er sich bis zu seinem Tod im Jahr 1976 mit landwirtschaftlichen Angelegenheiten befasste.